# Spyt
Spyt er et sekret. som vi udskiller i mundhulen fra spytkirtlerne i kinderne, under tungen og i underkæben. De største spytkirtler er ørespytkirtlen (glandula parotidea) på 30 gram, underkæbespytkirtlen (glandula submandibularis) på 15 gram, og undertungespytkirtlen (glandula sublingualis) på 7,5 gram. Derudover findes en mængde meget små spytkirtler, fordelt på tungen og i ganens og kindernes slimhinder.
Der dannes normalt 1-2 liter spyt i døgnet hos en voksen. Nervesystemet kan udløse en større mængde spyt ved duften af eller blot forventningen om mad, som man så det hos Pavlovs hunde.
Fra de to kirtler under tungen flyder spyttet uophørligt, så længe vi er vågne; fra de øvrige kirtler kun ved behov, fx når vi spiser. Om natten ophører spytproduktionen, så vi vågner med tør mund.

## Filtreret blod
Spyt er filtreret blod. Blodet passerer spytkirtlerne, men blodlegemer slippes ikke gennem kapillærerne, da der ikke er brug for dem i mundhulen. I stedet tilføres både spyt og tårevæske IgA, et af de immunoglobuliner, der bekæmper virus.  99,5 % af spyttet er vand. Dertil indeholder det proteiner, enzymer og en lille mængde salte, hvor saltets funktion er at bevare pH-værdien. Kalcium-indholdet er ment at skulle hærde tandemaljen; men molekyler, der flyder frit i spyttet, forstener sig sammen med kalciumet og danner i stedet plak  på tænderne. Særlig udsat er tænderne nærmest spytkirtlerne under tungen, som uophørligt udskiller spyt i de vågne timer; og karies har nemmere ved at fæste sig til den ru plak-overflade end til den glatte tandemalje. Spyttets indhold varierer noget fra person til person. Ved hjælp af en spytprøve kan man teste en person for immunsygdomme eller særlige hormoner. 

## Mucin
Spyt er et let slimholdig væske og mundhulens egen forsvarsmekanisme. Der findes omkring 20 typer mucin i menneskekroppen; den ene type gør spyttet svagt slimet, så det kan danne bobler. Mucinet sprøjtes ud fra spytkirtlerne for at fange skadelige bakterier, før de når at skade os, og for at indhylle tænder og tandkød i et beskyttende lag. Ændret mucin-produktion sammenfalder med sygdomme som astma og cystisk fibrose. Ved mindre mucin i spyttet får man flere huller i tænderne. 

## Smertestillende
Først i 2006 blev det opdaget, at menneskespyt indeholder et naturligt smertestillende middel, seks gange stærkere end morfin. Det har fået navnet opiorfin, og er et så enkelt molekyle, at det skulle være muligt at fremstille det syntetisk og i større mængder, uden at måtte udvinde det af spyt.  Når vi tygger, udløser vi mere spyt, og har man ondt i halsen, vil det lindre at spise noget, ligesom eventuelle småsår i mundhulen gør mindre ondt. Tyggegummi er nok til at udløse den lindrende virkning. Opiorfin ser også ud til at have en antidepressiv effekt,  der måske kan give mening til trøstespisning.